# Струменевий принтер
Струменевий принтер — один із різновидів принтерів. Принтер має низьку швидкість порівняно з лазерним аналогом, проте відрізняється високою якістю нанесення чорнила на папір.

## Історія
Теоретичні розробки технології струменевого друку почались ще у XIX столітті. У 1833 році французький дослідник Фелікс Саварт помітив, що при розпилюванні рідини із сопла мікроскопічного діаметра виникають ідеально рівні краплі. Математично цей феномен у 1878р. описав нобелівський лауреат лорд Рейлі. Ще раніше, у 1867 році, спосіб друку з безперервною подачею барвника був запатентований Уїльямом Томпсоном. 
На практиці ці технології вперше втілились лише у 1951 році. Тоді компанія Siemens запатентувала перший пристрій, що розпилював рідину на однотипні краплі. Його робота базувалась на технології безперервної подачі чорнил. У 60-х роках ХХ століття корпорація Hewlett-Packard представила моделі «Drop-on-demand» (подача за вимогою). 
У 1977 році фірма Canon винайшла нову технологію — «Bubble Jet» (бульбашковий друк). В 90-х роках ХХ століття Canon та НР розробили ряд пристроїв, робота яких базувалась на термічному методі. В 1993 році компанія Epson вперше використала в своїх принтерах п'єзоелектричну систему друку.

## Принцип дії
Принцип дії струменевих моделей подібний до способу роботи матричних принтерів тим, що зображення на носії формується за рахунок точок. Проте замість головок з голками в струменевих апаратах використовується матриця, яка виконує друк за допомогою рідких барвників. 
Картриджі з барвниками можуть мати вбудовану друкувальну голівку (такий підхід використовується компаніями Hewlett-Packard, Lexmark). Є також і моделі, в яких друкувальна матриця являє собою деталь принтера, а змінні картриджі місять лише барвник.
При довгому простої принтера (тиждень і більше) відбувається висихання залишків барвника на соплах друкувальної головки. У більшості випадків пристрій чистить її автоматично. Використовуючи відповідний розділ налаштувань драйверу, можна також провести примусову очистку сопел. Під час прочистки друкувальної голівки інтенсивно витрачається барвник. Особливо небезпечне висихання сопел друкувальної матриці для принтерів Epson та Canon.
Якщо неможливо очистити сопла друкувальної голівки штатними засобами, їх подальша проводиться в ремонтних майстернях. При заміні картриджу, що містить друкувальну матрицю, на новий проблем, як правило, не виникає.

## Типи подачі барвника в струменевих принтерах
Друкувальні голівки струменевих принтерів створюються за допомогою використання наступних типів подачі барвника:
- Безперервна подача (Continuous Ink Jet). Подача барвника відбувається безперервно, факт потрапляння чорнил на друкувальну поверхню визначається модулятором потоку барвника. В сопло такої друкувальної головки під тиском подається барвник, який при виході з нього розбивається на мікро-краплі. Останнім додатково надається електричний заряд.

Розбиває потік барвника на краплі розташований на соплі п’єзокристал, на якому формується акустична хвиля. Чорнила, що не повинні потрапити на друкувальну поверхню потрапляють в збірник барвника та повертаються в основний резервуар з барвником.
- Подача за вимогою(Drop-on-demand). Подача барвника із сопла друкувальної головки відбувається тільки тоді, коли барвник справді потрібно нанести на відповідну соплу область друкувальної поверхні. Саме цей спосіб подачі чорнил широко використовується в сучасних моделях струменевих принтерів.

## Конструкція
Конструкція сучасних струменевих принтерів, як правило, включає в себе наступні підсистеми:
- несуча система;
- блок живлення;
- система подачі паперу;
- друкувальна голівка;
- чорнильний картридж;
- система очистки від чорнил сопел друкувальної голівки;
- система управління.

## Цікаві факти
- Не дивлячись на характерну для струменевих принтерів низьку швидкість друку, найшвидший настільний струменевий пристрій із представлених на світовому ринку (станом на початок 2014 року) — НР Officejet Pro X576dw (раніше Lomond EvoJet Office) — може друкувати до 70 сторінок формату А4 за хвилину. Це стає можливим завдяки друкувальній голівці шириною на весь лист. Під  час друку вона залишається нерухомою, а папір просто проходить під нею.
- Напрям художнього цифрового друку, що виник у 80-х роках ХХ століття в США, зародився завдяки появі на ринку перших високоякісних струменевих принтерів.